# Kanton Lunéville-Nord
Lunéville-Nord is een voormalig kanton van het Franse departement Meurthe-et-Moselle. Het kanton maakte deel uit van het arrondissement Lunéville. Het kanton is op 22 maart 2015 opgeheven en de gemeenten zijn opgenomen in het op die dag opgerichte kanton Lunéville-1.

## Gemeenten
Het kanton Lunéville-Nord omvatte de volgende gemeenten:
- Anthelupt
- Bauzemont
- Bienville-la-Petite
- Bonviller
- Courbesseaux
- Crévic
- Deuxville
- Drouville
- Einville-au-Jard
- Flainval
- Hoéville
- Hudiviller
- Lunéville (deels, hoofdplaats)
- Maixe
- Raville-sur-Sânon
- Serres
- Sommerviller
- Valhey
- Vitrimont